# Bruno Marie-Rose
Bruno Marie-Rose (ur. 20 maja 1965 w Bordeaux) – francuski lekkoatleta, sprinter. Trzykrotny olimpijczyk (Los Angeles, Seul, Barcelona), w tym medalista igrzysk olimpijskich z Seulu.

## Osiągnięcia
- brązowy medal halowych mistrzostw Europy w Lekkoatletyce (bieg na 60 metrów Madryt 1986)
- brąz podczas mistrzostw Europy (bieg na 100 metrów Stuttgart 1986)
- złoty medal halowych mistrzostw Europy (bieg na 200 metrów Liévin 1987) wynik 20,36 s uzyskany przez Marie-Rose’a w biegu finałowym jest rekordem tej imprezy, ponieważ od 2007 bieg na 200 metrów nie jest rozgrywany podczas halowych mistrzostw Europy, to rekordu Francuza już nikt nie poprawi
- srebro na halowych mistrzostwach świata (bieg na 200 metrów Indianapolis 1987)
- brązowy medal igrzysk olimpijskich (sztafeta 4 × 100 metrów Seul 1988)
- brąz podczas halowych mistrzostw Europy (bieg na 200 metrów Haga 1989)
- brązowy medal halowych mistrzostw Europy (bieg na 200 metrów Glasgow 1990)
- złoto mistrzostw Europy (sztafeta 4 × 100 metrów Split 1990) uzyskany przez francuską sztafetę czas (37,79) był wtedy nowym rekordem świata, a do dziś jest rekordem Francji
- srebrny medal mistrzostw świata (sztafeta 4 × 100 metrów Tokio 1991)

## Rekordy życiowe
- bieg na 100 metrów - 10,16 (1989)
- bieg na 60 metrów] (hala) - 6,56 (1987)
- bieg na 200 metrów (hala) - 20,36 (1987) były rekord świata, aktualny rekord Francji, 2. rezultat w historii europejskiej lekkoatletyki